# Casa Miquel Baygual
La Casa Miquel Baygual és un edifici catalogat com a monument del municipi de Sabadell (Vallès Occidental) inclòs en l'Inventari del Patrimoni Arquitectònic de Catalunya.

## Descripció
Edifici plurifamiliar de planta rectangular, que fa cantonada amb els carrers del Mestre Rius, Sant Joan i la travessia Borriana. Consta de planta baixa, dos pisos i terrat. La façana d'accés, al carrer Mestre Rius, presenta una estructura simètrica amb porta rectangular que presenta un element decoratiu motllurat superior, amb el nom de l'arquitecte F. Nebot, i dues portes d'arc rebaixat a cada banda. Al primer pis hi ha quatre balcons individuals, també allindanats. Entre els pisos primer i segon, al centre de la façana, hi ha una finestra rectangular. L'edifici es corona amb una cornisa motllurada que té a la part central elements decoratius d'inspiració clàssica per emfatitzar la zona d'accés.

## Història
Hi ha constància documental del permís atorgat per a la realització de la casa per a Miquel Baygual Casanovas l'any 1922. L'arquitecte fou Francesc de Paula Nebot. (Datació per font)